# 8 cm Granatwerfer 34
A 8 cm Granatwerfer 34 (rövidítve 8 cm Gr.W. 34 vagy 8 cm GrW 34, magyarul 8 cm-es gránátvető 34) egy szabványos német közepes aknavető volt a második világháborúban. Hírnevét extrém pontosságától és tűzgyorsaságától szerezte, bár ez nagyrészt a képzett kezelőszemélyzet érdeme.
A fegyvert 1932-ben alakította ki a Rheinmetall vállalat. Az aknavető hagyományos, a szállításhoz három részre (cső, villaállvány, talplemez) bontható simacsövű, igen gyorsan gyártható fegyver volt. A villaállványra oldalirányzó forgatókereket szereltek, az emelő mechanizmus alá pedig kereszt-beállító kézikerék került. A panoráma irányzékot a finom beállítások érdekében az oldalirányzó mechanizmusra szerelték. A fegyver a háborúban a német gyalogság meghatározó fegyvere volt, összesen több, mint 75000 darab készült, ebből 3625 db a háború előtt. A használat intenzitását mutatja, hogy 74 milliónál több lőszer készült hozzájuk.
A háború első szakaszában rendszerint a lövész zászlóaljak géppuskás századaiban volt egy aknavető szakasz 3 rajjal, összesen 6 aknavetővel. E rajokban a két aknavetőt kezelő 12 fő mellett a vezetékes telefont és a távmérőt kezelő katonák, egy kocsis, két lóvezető és a rajparancsnok, azaz 22 fő, 4 ló, egy lőszeres szekér és két aknavető-hordozó taliga szerepelt. A szakasz törzsbe ezen túl futárok és a szakaszparancsnok tiszt szolgált. 1943 második felében az 5 cm-es gránátvetők hatékonyságával kapcsolatos kritikák miatt azokat a lövész századokban egy raj váltotta 2 db 8 cm-es aknavetővel. Így egy teljesen feltöltött lövész zászlóalj 12 aknavetővel bírt. E beosztás azonban nem vállt be. A szovjet területekre jellemző rossz utakon a lövész egységek csak 8 taligára szétosztva tudták a nehéz fegyvereket és a lőszerkészletet szállítani amely a frontvonalban igen nehézkes volt. Ezért 1944 májustól törölték e szervezeti egységet a lövész századokból, azonban ekkora igen nagy számban elterjedt puskagránátok biztosítottak tűzerőt a századoknak. A géppuskás századokban a háború végéig megmaradt a 6 vetős szakasz.
A 8 cm GrW 34/1 egy alváltozat volt, amelyet önjáró platformra terveztek. A gépesített és páncélgránátos alakulatok lövész századaiban 2 db, a nehéz századokban 6 db ilyen volt rendszeresítve teherautón vagy féllánctalapason szállítva.
Gyártottak egy könnyebb és rövidebb csővel szerelt változatot is, amely a kurzer 8 cm Granatwerfer 42 volt, ezt az ejtőernyős alakulatok alkalmazták.
A Magyar Királyi Honvédség a háború alatt nagyobb mennyiségben vásárolta Németországból, majd az ország megszállása után a fegyverszállítmányokkal is jelentős mennyiség jutott az alakulatokhoz. A háború után a megmaradt példányokat jó ideig alkalmazták még, így a két részre szakadt Németország haderőiben egészen az ötvenes évek végéig hadrendben volt, amikor korszerűbb eszközökre cserélték fokozatosan.
Az aknavetőt hagyományos 3,5 kg-os 8 cm-es repesz-romboló vagy füstgránátokkal használták, melyek lőtávolsága alig volt több, mint egy km. A lőtávolságot 1-3 további lőportöltet felhelyezésével növelték 2,4 km-ig. A főbb lőszertípusok:

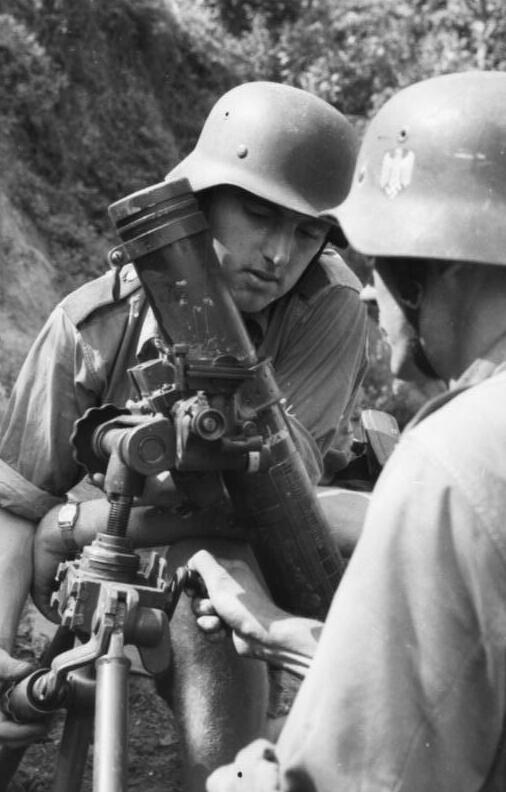
Aknavető beállítása

| Név                                                     | A lövedék átmérője | Robbanó töltet | Hatás                                                | Egyéb információk |
| ------------------------------------------------------- | ------------------ | -------------- | ---------------------------------------------------- | --- |
| Wurfgranate 34 (Aknavetőgránát 34)                      | 80,7 mm            | 533 g          | Robbanás és repeszhatás                              | |
| Wurfgranate 34 Blauring (Kékgyűrűs aknavetőgránát 34)   | 80,7 mm            | 530 g          | A repeszhatáson túl vegyi töltetet is tartalmaz      | Vegyiharc töltet: hányásra ingerlő Adamsite, nem használták a háborúban |
| Wurfgranate 34 Ex és Üb (Aknavetőgránát 34 Gyakorló)    | 80,7 mm            | 0 g            | -                                                    | Az eredeti gránátot imitáló eszközök a kezelők képzésére |
| Wurfgranate 34 Nb (Aknavetőgránát 34 Köd)               | 80,7 mm            | 500 g          | ~Fél percig tartó füstfelhőt képez                   | Hatóanyag: Habkőben kötött kén-trioxid |
| Wurfgranate 34 Üb (Aknavetőgránát 34 Gyakorló)          | 80,7 mm            | 57 g           | A becsapódás helyét jelző kis robbanást képez csupán | Gyakorló lövészetekre készült |
| Wurfgranate 34 Weißring (Fehérgyűrűs aknavetőgránát 34) | 80,7 mm            | 550 g          | A repeszhatáson túl vegyi töltetet is tartalmaz      | Vegyiharc töltet: Fenacil-klorid könnygáz, nem használták a háborúban |
| Wurfgranate 38 (Aknavetőgránát 38)                      | 80,7 mm            | 400 g          | Robbanás és repeszhatás                              | Az "ugró" gránát előtöltet nélküli változata |
| Wurfgranate 38 Deut (Ugró Aknavetőgránát 38)            | 80,7 mm            | 200 g          | Robbanás és repeszhatás                              | Ugró gránát, becsapódásakor egy kisebb töltet 2-3 méter magasba lökte, ahol a fő robbanótest képzett repeszhatást, így a földön vagy lövészgödörben fekvő élőerő ellen is hatékony. |
| Wurfgranate 38 umg (Aknavetőgránát 38 Átalakított)      | 80,7 mm            | 550 g          | Blast and shrapnel effect                            | Az ugró gránátok hagyományos aknavető gránáttá átalakított változata. |
| Wurfgranate 39 (Aknavetőgránát 39)                      | 80,7 mm            | 400 g          | Növelt repeszhatás                                   | |
| Wurfgranate 40 (Aknavetőgránát 40)                      | 80,9 mm            | 2000 g         | Jelentősen növelt erejű repeszhatás                  | A többi gránátnál kétszer nagyobb tömegű, hosszú rombológránát, mely akár kisebb épületek, vagy hevenyészett tábori erődítések rombolására is képes volt                            |
| Wurfgranate 40 Üb (Aknavetőgránát 40 Gyakorló)          | 80,9 mm            | 0 g            | -                                                    | Gyakorlógránát |

## Fordítás
- Ez a szócikk részben vagy egészben  a(z)   8 cm Granatwerfer 34 című angol Wikipédia-szócikk ezen változatának fordításán alapul.  Az eredeti cikk szerkesztőit annak laptörténete sorolja fel. Ez a jelzés csupán a megfogalmazás eredetét és a szerzői jogokat jelzi, nem szolgál a cikkben szereplő információk forrásmegjelöléseként.